# اسلیکن‌بورخ
اسلیکنبورگ (به هلندی: Slijkenburg) یک منطقهٔ مسکونی در هلند است که در وست‌استلینگ‌ورف واقع شده‌است. اسلیکنبورگ ۳۶ نفر جمعیت دارد.